# NAHL 1975/1976
Sezóna 1975/1976 byl 3. ročník North American Hockey League. Celkový vítěz se stal tým Philadelphia Firebirds, který porazil ve finále playoff tým Jaros de Beauce. Před začátkem ročníku se liga rozšířila o tři kluby, týmy Buffalo Norsemen, Erie Blades a Jaros de Beauce, který dokonce nasbíral nejvíc bodů ze základní části.

## Základní část

### Východní divize
| Vysvětlivka            |
| ---------------------- |
| Postupující do playoff |

| Poř. | Tým                  | Z  | V  | R  | P | VG  | OG  | B   |
| ---- | -------------------- | -- | -- | -- | - | --- | --- | --- |
| 1.   | Jaros de Beauce      | 74 | 54 | 18 | 2 | 462 | 306 | 110 |
| 2.   | Syracuse Blazers     | 74 | 38 | 33 | 3 | 284 | 278 | 79  |
| 3.   | Mohawk Valley Comets | 74 | 30 | 40 | 4 | 306 | 354 | 64  |
| 4.   | Cape Codders         | 52 | 24 | 25 | 3 | 244 | 227 | 51  |
| 5.   | Maine Nordiques      | 74 | 18 | 55 | 1 | 295 | 450 | 37  |

### Západní divize
| Vysvětlivka            |
| ---------------------- |
| Postupující do playoff |

| Poř. | Tým                    | Z  | V  | R  | P | VG  | OG  | B  |
| ---- | ---------------------- | -- | -- | -- | - | --- | --- | -- |
| 1.   | Johnstown Jets         | 74 | 47 | 25 | 2 | 346 | 257 | 96 |
| 2.   | Philadelphia Firebirds | 74 | 45 | 29 | 0 | 373 | 319 | 90 |
| 3.   | Erie Blades            | 74 | 37 | 36 | 1 | 310 | 298 | 75 |
| 4.   | Buffalo Norsemen       | 74 | 30 | 44 | 0 | 323 | 375 | 60 |
| 5.   | Broome Dusters         | 74 | 27 | 45 | 2 | 258 | 337 | 56 |

## Pavouk playoff
|  | Čtvrtfinále            | Čtvrtfinále            |                 |   | Semifinále | Semifinále |  |  | Finále | Finále |
|  |                        |                        |                 |   |            |            |  |  |        |        |
|  |                        |                        |                 |   |            |            |  |  |        |        |
|  | Jaros de Beauce        | 3                      |                 |   |            |            |  |  |        |        |
|  | Jaros de Beauce        | 3                      |                 |   |            |            |  |  |        |        |
|  | Maine Nordiques        | 1                      |                 |   |            |            |  |  |        |        |
|  | Maine Nordiques        | 1                      | Jaros de Beauce | 4 |            |            |  |  |        |        |
|  |                        |                        | Jaros de Beauce | 4 |            |            |  |  |        |        |
|  |                        | Syracuse Blazers       | 0               |   |            |            |  |  |        |        |
|  | Syracuse Blazers       | Syracuse Blazers       | 0               | 3 |            |            |  |  |        |        |
|  | Syracuse Blazers       |                        |                 | 3 |            |            |  |  |        |        |
|  | Mohawk Valley Comets   | 1                      |                 |   |            |            |  |  |        |        |
|  | Mohawk Valley Comets   | 1                      | Jaros de Beauce | 2 |            |            |  |  |        |        |
|  |                        |                        | Jaros de Beauce | 2 |            |            |  |  |        |        |
|  |                        | Philadelphia Firebirds | 4               |   |            |            |  |  |        |        |
|  | Johnstown Jets         | Philadelphia Firebirds | 4               | 3 |            |            |  |  |        |        |
|  | Johnstown Jets         |                        |                 | 3 |            |            |  |  |        |        |
|  | Buffalo Norsemen       | 2                      |                 |   |            |            |  |  |        |        |
|  | Buffalo Norsemen       | 2                      | Johnstown Jets  | 1 |            |            |  |  |        |        |
|  |                        |                        | Johnstown Jets  | 1 |            |            |  |  |        |        |
|  |                        | Philadelphia Firebirds | 4               |   |            |            |  |  |        |        |
|  | Philadelphia Firebirds | Philadelphia Firebirds | 4               | 3 |            |            |  |  |        |        |
|  | Philadelphia Firebirds |                        |                 | 3 |            |            |  |  |        |        |
|  | Erie Blades            | 2                      |                 |   |            |            |  |  |        |        |
|  | Erie Blades            | 2                      |                 |   |            |            |  |  |        |        |